# Filippinstorfotshöna
Filippinstorfotshöna (Megapodius cumingii) är en fågel i familjen storfotshöns inom ordningen hönsfåglar. Den förekommer i skogsområden från Filippinerna söderut till delar av Indonesien. Arten minskar i antal, men beståndet anses vara livskraftigt.

## Utseende och läte
Filippinstorfotshönan är en udda hönsfågel med litet huvud. Vingarna är bruna, undersidan grå och näbben gul. Lätet är ett långt och utdraget ylande, påminnande om sirener från en ambulans eller brandbil.

## Utbredning och systematik
Filippinstorfotshöna förekommer som namnet avslöjar i Filippinerna, men också på norra Borneo, på Sulawesi med kringliggande öar samt i Talaudöarna i norra Moluckerna. Den delas in i sju underarter med följande utbredning:
- Megapodius cumingii dillwyni – förekommer i norra Filippinerna (Luzon, Mindoro, Marinduque och Babuyanöarna)
- Megapodius cumingii pusillus – förekommer i centrala Filippinerna: Visayaöarna (Masbate, Negros, Cebu, Bohol, Leyte och Samar), västra Mindanao och Basilan
- Megapodius cumingii cumingii – förekommer på norra Borneo, Palawan och Suluöarna
- Megapodius cumingii tabon – förekommer i sydöstra Filippinerna på östra Mindanao
- Megapodius cumingii gilbertii – förekommer på Sulawesi, Talisei, Tendila, Lembeh och Togianöarna
- Megapodius cumingii talautensis – förekommer på Talaud (norra Moluckerna)
- Megapodius cumingii sanghirensis – förekommer på Sangihe Islands, Siau, Tahulandang och Ruang (Sulawesi)

## Levnadssätt
Filippinstorfotshönan hittas i skogsområden, i bergstrakter på de större öarna men på alla nivåer på mindre. Den ses på marken där den skrapar med fötterna i jorden på jakt efter föda. Liksom många andra storfotshöns bygger den stora högar vari den lägger sina ägg. 

## Status och hot
Arten har ett stort utbredningsområde och en stor population, men tros minska i antal, dock inte tillräckligt kraftigt för att den ska betraktas som hotad. IUCN kategoriserar därför arten som livskraftig (LC).

## Namn
Fågelns vetenskapliga artnamn hedrar Hugh Cuming (1791-1865), engelsk naturforskare och samlare av specimen i bland annat Ostindien 1836-1840.